# Heidi Swedberg
Heidi Swedberg (Honolulu, 3 de marzo de 1966) es una actriz y música estadounidense, reconocida principalmente por su interpretación de Susan Ross, la prometida de George Costanza en la popular serie de televisión Seinfeld. Inició su carrera como actriz a finales de la década de 1980, registrando participaciones en producciones de cine como Hot Shots! y Galaxy Quest, y en series de televisión como Matlock, Quantum Leap, Murder, She Wrote y Gilmore Girls. Actualmente es profesora de música y enseña principalmente la ejecución del ukelele.

## Filmografía

### Cine
| Año  | Título                           | Papel            | Notas |
| ---- | -------------------------------- | ---------------- | ----- |
| 1989 | In Country                       | Dawn             |       |
| 1990 | Too Much Sun                     | Agnes            |       |
| 1990 | Welcome Home, Roxy Carmichael    | Andrea Stein     |       |
| 1991 | Hot Shots!                       | Mary Thompson    |       |
| 1996 | Up Close & Personal              | Sheila           |       |
| 1997 | A Parking Lot Story              |                  | Corto |
| 1998 | Dennis the Menace Strikes Again! | Alice Mitchell   |       |
| 1999 | Galaxy Quest                     | Madre de Brandon |       |
| 2000 | 75 Degrees in July               | Kay Colburn      |       |

### Televisión
| Año       | Título                     | Papel            | Notas                                             |
| --------- | -------------------------- | ---------------- | ------------------------------------------------- |
| 1989      | Matlock                    | Katherine        | "The Priest"                                      |
| 1990      | Thirtysomething            | Jackie           | "The Guilty Party"                                |
| 1991      | Quantum Leap               | Valerie Nevski   | "Private Dancer"                                  |
| 1991      | Northern Exposure          | Linda            | "Only You"                                        |
| 1991      | Brooklyn Bridge            | Sra. McCullough  | "When Irish Eyes Are Smiling"                     |
| 1992      | Sisters                    | Jill Parkins     | "Troubled Waters", "Working Girls"                |
| 1992      | Roc                        | Helen            | "Roc Throws Joey Out", "Joey Messes Up"           |
| 1992–1996 | Seinfeld                   | Susan Ross       | Papel recurrente                                  |
| 1994      | Empty Nest                 | Patty Olsen      | "Love a la Mode"                                  |
| 1994      | Murder, She Wrote          | Lorna Thompson   | "Proof in the Pudding"                            |
| 1994      | Star Trek: Deep Space Nine | Rekelen          | "Profit and Loss"                                 |
| 1994      | Father and Scout           | Donna Paley      | Telefilme                                         |
| 1994      | Grace Under Fire           | Ramona           | "Jimmy's Girl", "Cold Turkey"                     |
| 1995      | If Not for You             | Melanie McKee    | "Piloto"                                          |
| 1996      | Touched by an Angel        | Marty Dillard    | "Secret Service"                                  |
| 1997      | The Ticket                 | Rita             | Telefilme                                         |
| 1997      | Breast Men                 | Eileen           | Telefilme                                         |
| 1999      | Evolution's Child          | Elaine Cordell   | Telefilme                                         |
| 2001      | Roswell                    | Meredith Dupree  | "Disturbing Behavior", "How the Other Half Lives" |
| 2001      | Gideon's Crossing          | Sra. Cabochon    | "Flashpoint"                                      |
| 2001      | Strong Medicine            | Celia Farber     | "Rebirth"                                         |
| 2002      | ER                         | Robin Turner     | "Lockdown", "Chaos Theory"                        |
| 2002      | Gilmore Girls              | Debbie Fincher   | "One's Got Class and the Other Ones Dyes"         |
| 2003      | Oliver Beene               | Cynthia Vogel    | "A Day at the Beach"                              |
| 2003      | Becker                     | Sra. Whitford    | "Mr. and Ms. Conception"                          |
| 2006      | Without a Trace            | Laura Worth      | "911"                                             |
| 2008      | Bones                      | Alice Elliot     | "The Finger in the Nest"                          |
| 2009      | Wizards of Waverly Place   | Sra. Majorhealey | "Art Teacher"                                     |
| 2010      | Hawthorne                  | Olivia Maxwell   | "Hidden Truths"                                   |